# Zeitgeist (film)
Zeitgeist: The Movie är en amerikansk dokumentär från 2007. Filmen finns tillgänglig, gratis för nedladdning. Den är enligt upphovsmannen Peter Joseph en samhällskritisk dokumentärfilm. Filmen behandlar teorier om vem som egentligen styr USA, och i förlängningen hela världen, samt motiven när det gäller "kriget mot terrorn". Den beskriver även kristendomen och banksystemet som en del av materialistiska tankesätt.  Namnet på filmen kommer från det tyska ordet för tidsanda, vilket används som lånord på engelska.
Filmen har fått omfattande kritik. Filmskaparen har bland annat kritiserats för att sprida konspirationsteorier, försöka förleda tittaren med påståenden utan källor. 
Kritiker har också påtalat brister i filmens allmänna sanningshalt.

## Filmens kapitel

### Del 1 - Kristendomen
I den första delen av filmen jämförs kristendomens Jesus med tidigare gudar, främst Horus. Påståendet är att kristendomen primärt är en variation på tidigare religioner. Filmen driver den omdebatterade tesen att Jesus inte var en historisk person, utan en fiktiv skapelse. I filmen hävdas att kristendomen är en dimridå för att dölja en bakomliggande sanning och kontrollera människors tro på verkligheten. Påståenden om kyrkors behov av pengar till sin verksamhet och att religion använts som argument för krigföring, tas också upp.

### Del 2 - 11 september-attackerna
Filmens andra del handlar om 11 september-attackerna och hävdar att staten i USA ligger bakom attackerna. Filmen ifrågasätter att al-Qaida verkligen är en "terroristorganisation" och i vart fall inte hade något avgörande att göra med attackerna. Istället hävdar upphovsmannen till filmen att det finns spår till underrättelsetjänster i Pakistan och USA. 
Filmen ställer vidare frågan vad som hände med flygplanet som kolliderade med Pentagon, med påståendet att det inte skulle ha varit något flygplan inblandat alls. Avsnittet fortsätter genom att ifrågasätta alla aspekter av World Trade Centers kollaps efter att två flygplan kolliderat med dem.

### Del 3 - Banksystemet
Tredje delen av filmen heter Don't Mind the Men Behind the Curtain  och handlar om internationella banksystem och inkomstskatter. Filmen målar upp bilden av maktens män som ser krig som en inkomstkälla och mäktiga affärsmän som vill ena alla länder i en enda, totalitär stat. Peter Joseph kritiserar ett "ekorrhjul" som centralbanken i USA påstås sätta igång varje gång någon lånar pengar, vilket skulle ge en "inbakad skuld" som gör att centralbanken har en anledning att trycka ännu mera pengar och skapa inflation. Spekulativa kopplingar görs här mellan familjen Rockefeller, en av ägarna av centralbanken och motiven bakom Vietnamkriget, kriget mot Afghanistan och krigen mot Irak.

## Uppföljare
En uppföljare med titeln Zeitgeist: Addendum (från 2008) är också tillgänglig för kostnadsfri nedladdning. Den tredje filmen i serien, Zeitgeist: Moving Forward, släpptes den 14 januari 2011, den kom på 20 språk i 60 olika länder.